# خوسيه لويس أورتيز مورينو
خوسيه لويس أورتيز مورينو (بالإسبانية: José Luis Ortiz Moreno)‏ هو عالم فلك إسباني، ولد في 1967 في إسبانيا.